# Líšťany (Louny)
Líšťany es una localidad del distrito de Louny en la región de Ústí nad Labem, República Checa, con una población estimada a principio del año 2018 de 444 habitantes. 
Se encuentra ubicada al suroeste de la región, cerca de la orilla del río Ohře —un afluente izquierdo del río Elba— y de las regiones de Karlovy Vary y Bohemia Central.